# 72-es trolibusz (Budapest)
A budapesti 72-es jelzésű trolibusz a Zugló vasútállomás (Hermina út) és az Orczy tér között közlekedik. A főváros leghosszabb trolibuszvonala. A viszonylatot a Budapesti Közlekedési Zrt. közlekedteti a Budapesti Közlekedési Központ megrendelésére. A vonalon munkanapokon a Zugló vasútállomás (Hermina út) és a Báthory utca / Bajcsy-Zsilinszky út megállóhelyek között, egyéb időszakokban a teljes útvonalon elsőajtós felszállási rend van érvényben.
A trolibuszok az Arany János utca és a Kálvin tér között felsővezeték hiányában akkumulátoros (önjáró) üzemmódban működnek.

## Története
1952. október 26-án indult el a 72-es trolibusz a Marx tér–MÁV kórház útvonalon. (A Nyugati pályaudvarnál a Nagymező utcánál, majd a Jókai utcában fordult vissza.) December 21-én a Dózsa György úton, az Ajtósi Dürer soron és a Hungária körúton át meghosszabbodott, végállomása a Thököly út lett. 1954. december 31-én útvonala módosult, a Thököly út helyett az Alpár utca és a Cserhát utca kereszteződéséhez közlekedett. 1955. június 16-tól végállomása ismét a Thököly út lett. Az M3-as metró építése miatt 1977-ben a Nyugati téri (akkoriban: Marx tér) hurokvégállomás a 71-essel és a 73-assal közösen átkerült a Teréz körúthoz (akkoriban: Lenin körút) a Podmaniczky utca (akkor: Rudas László utca) – Kármán utca – Szobi utca – Eötvös utca – Rudas László utca fordulóútvonallal. 1977. május 1-jétől, a 25-ös villamospótló busz forgalmát átvéve a Városligetben az Állatkerti körúton keresztül közlekedik. 1981. december 30-án az M3-as metró II/B (Deák tér – Marx tér) szakaszának átadásakor útvonalát – a 73-as trolibuszéval párhuzamosan – az Arany János utca metróállomásnál kialakított végállomásig hosszabbították.
1987-ben a Hungária körgyűrű kiépítése miatt az Ida utca - Ilka utca - Ajtósi Dürer sor hurkot bejárva fordult vissza a Hermina útra. (Az előbbi két utcában azóta is látható a felhagyott felsővezeték.) 1988 óta Zugló vasútállomást elhagyva a Thököly út – Stefánia út – Ajtósi Dürer sor útvonalon tér vissza a Hermina útra.
2013. szeptember 28-ától a járatra csak az első ajtónál lehet felszállni.
2017. június 17–18-án, 24–25-én, augusztus 5–6-án és 12–13-án a Szabadság híd hétvégi lezárása miatt a Fővám térig közlekedett a kiskörúti villamosok pótlása miatt. Ebben az időszakban a jármű összes ajtaján fel lehetett szállni.
2017 júliusában hétvégenként, illetve augusztus utolsó két hétvégéjén kísérleti jelleggel meghosszabbított útvonalon, Zugló vasútállomás (Hermina út) és Orczy tér között közlekedett. 2017. augusztus 18-án bejelentették, hogy hétvégéken az Orczy térig meghosszabbított útvonal állandósul. A meghosszabbított hétvégi útvonal október 23-áig érvényes, utána újra az Arany János utcáig járnak a trolibuszok hétvégén is.
2018. július 14-étől augusztus 5-éig és 2019. július 6–28. között a Szabadság híd hétvégi lezárása miatt újra a Fővám térig közlekedett a kiskörúti villamosok pótlása érdekében. 2019. augusztus 3-ától hétvégente ismét az Orczy térig meghosszabbítva jár – a 2017-es időszakhoz hasonlóan.
2020. március 9-étől hétköznapokon a Deák Ferenc térig meghosszabbított útvonalon közlekedik. Az új szakaszon felsővezetéket nem építettek, ezért a vonalon kizárólag önjáró üzemmódra képes, alacsonypadlós trolibuszok járnak.
Az M3-as metró középső szakaszának felújítása miatt 2020. november 2-ától (már a munkálatok megkezdése előtt) minden nap az Orczy térig közlekedett, jelzése 72M-re módosult.
2022. február 12-étől a hétvégente és ünnepnapokon a józsefvárosi szakaszon kizárólag az első ajtón lehet felszállni, ahol a járművezető ellenőrzi az utazási jogosultságot.
2023. március 18-ától ismét 72-es jelzéssel közlekedik.
2023. május 27-étől hétvégente a teljes útvonalon elsőajtós felszállás van érvényben.

## Útvonala
| Orczy tér felé |
| Zugló vasútállomás (Hermina út) vá. – Hermina út – Thököly út – Stefánia út – Ajtósi Dürer sor – Hermina út – Állatkerti körút – Gundel Károly út – Szondi utca – Bajza utca – Podmaniczky utca – Bajcsy-Zsilinszky út – Deák Ferenc tér – Károly körút – Múzeum körút – Kálvin tér – Üllői út – Szabó Ervin tér – Baross utca – Kálvária tér – Csobánc utca – Orczy tér vá. |
| Zugló vasútállomás (Hermina út) felé |
| Orczy tér vá. – Baross utca – Szabó Ervin tér – Üllői út – Kálvin tér – Múzeum körút – Károly körút – Deák Ferenc tér – Bajcsy-Zsilinszky út – Podmaniczky utca – Munkácsy Mihály utca – Szondi utca – Gundel Károly út – Állatkerti körút – Hermina út – Zugló vasútállomás (Hermina út) vá.                                                                                |

## Megállóhelyei
| 0  | Zugló vasútállomás (Hermina út) végállomás | 33 | 1, 1A 5, 7, 7E, 8E, 108E, 110, 112, 133E S21 S50 G50 Z50 IC, sebesvonat, gyorsvonat         | Vasútállomás, Rendőrség, Budapest Környéki Törvényszék |
| 0  | Stefánia út / Thököly út                   | ∫  | 5, 7, 110, 112 75                                                                           | |
| 4  | Vakok Intézete                             | 32 | 1, 1A 74                                                                                    | |
| 5  | Ciklámen utca                              | 30 | 1, 1A 70, 74                                                                                | |
| 6  | Bethesda utca                              | 29 | 1, 1A 74                                                                                    | Bethesda utcai Gyermekkórház |
| ∫  | Kós Károly sétány                          | 28 |                                                                                             | |
| 8  | Széchenyi fürdő M                          | 27 |                                                                                             | Széchenyi gyógyfürdő, Fővárosi Nagycirkusz, Metróállomás |
| 9  | Állatkert                                  | 26 |                                                                                             | Fővárosi Állat- és Növénykert |
| 11 | Honvédkórház (Hősök tere M)                | 24 | 20E, 30, 30A, 105, 210, 210B, 230 75, 79                                                    | Szépművészeti Múzeum, Magyar Nemzeti Múzeum, Metróállomás |
| 11 | Rippl-Rónai utca                           | ∫  |                                                                                             | |
| ∫  | Munkácsy Mihály utca                       | 22 |                                                                                             | |
| 13 | Bajza utca                                 | 21 |                                                                                             | |
| 14 | Szinyei Merse utca                         | 20 |                                                                                             | |
| 15 | Ferdinánd híd (Izabella utca)              | 19 | 73, 76                                                                                      | Ferdinánd híd |
| 17 | Nyugati pályaudvar M (Podmaniczky utca)    | 18 | 4, 6 9, 26, 91, 191, 226, 291 73 S21 S50 Z50 S70 G70 Z70 S71 G71 S72 Z72 IC, EC, sebesvonat | Nyugati pályaudvar, Westend, Autóbusz-állomás, Metróállomás |
| 19 | Báthory utca / Bajcsy-Zsilinszky út        | 16 | 9 70, 78                                                                                    | |
| 20 | Arany János utca M                         | 15 | 9, 15                                                                                       | Magyar Nemzeti Bank |
| 21 | Szent István Bazilika                      | 13 | 9, 105, 210, 210B                                                                           | Szent István-bazilika |
| 23 | Deák Ferenc tér M                          | 12 | 47, 48, 49 9, 16, 100E, 105, 210, 210B, 178, 216                                            | Metróállomás, Főpolgármesteri Hivatal, Pesti vármegyeháza, Deák téri evangélikus templom, Erzsébet téri Kulturális Központ és Park (Gödör), Anker-palota, Kempinski szálloda, Meridien szálloda, Örkény István Színház, Merlin Színház, Földalatti Vasúti Múzeum, Postamúzeum |
| 25 | Astoria M                                  | 10 | 47, 48, 49 5, 7, 8E, 9, 107, 110, 112, 133E 74                                              | Metróállomás, ELTE Bölcsészettudományi Kar, Astoria szálloda, Dohány utcai zsinagóga, Belvárosi Színház, Puskin mozi |
| 27 | Kálvin tér M                               | 8  | 47, 48, 49 9, 15, 100E 83                                                                   | Metróállomás, Fővárosi Szabó Ervin Könyvtár (Központi Könyvtár), Nemzeti Múzeum, Református templom, Vörösmarty mozi, Korona Hotel |
| 29 | Szentkirályi utca                          | 6  | 9 83                                                                                        | Semmelweis Egyetem – belső klinikai negyed |
| 31 | Harminckettesek tere                       | 5  | 4, 6 9 83                                                                                   | |
| 33 | Horváth Mihály tér                         | 3  | 9 83                                                                                        | Szent József-templom, Óbudai Egyetem, VIII. kerületi önkormányzat |
| 34 | Muzsikus cigányok parkja                   | 2  | 9 83                                                                                        | Pázmány Péter Katolikus Egyetem Információs Technológiai Kar |
| 35 | Kálvária tér                               | 1  | 9, 99 83                                                                                    | Turay Ida Színház |
| 37 | Csobánc utca                               | ∫  |                                                                                             | |
| 38 | Orczy út                                   | ∫  |                                                                                             | |
| 39 | Orczy tér végállomás                       | 0  | 23, 24, 28, 28A, 62 9, 217E                                                                 | Baross kocsiszín |

## Képgaléria

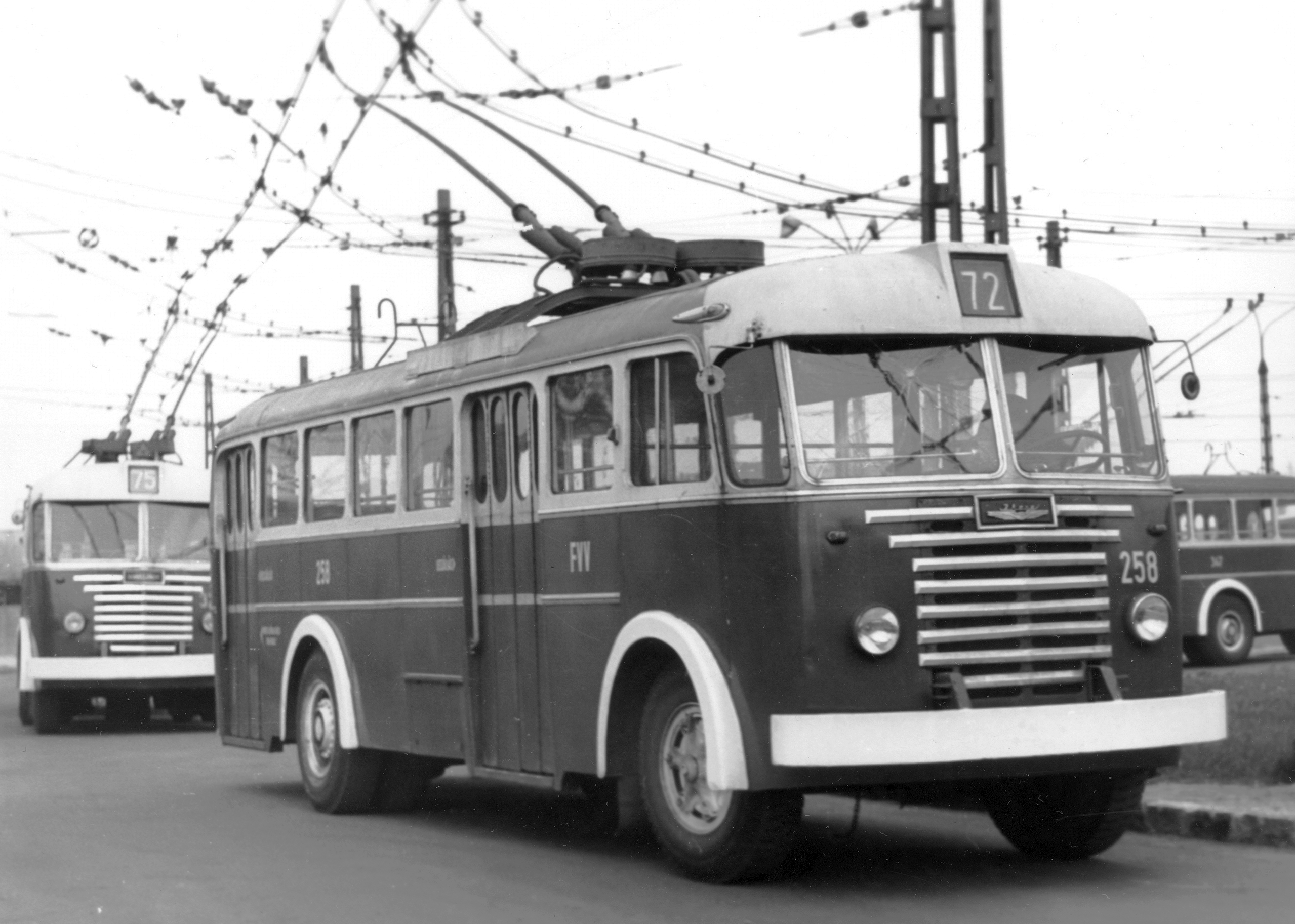
Ikarus 60T a kőbányai garázsban
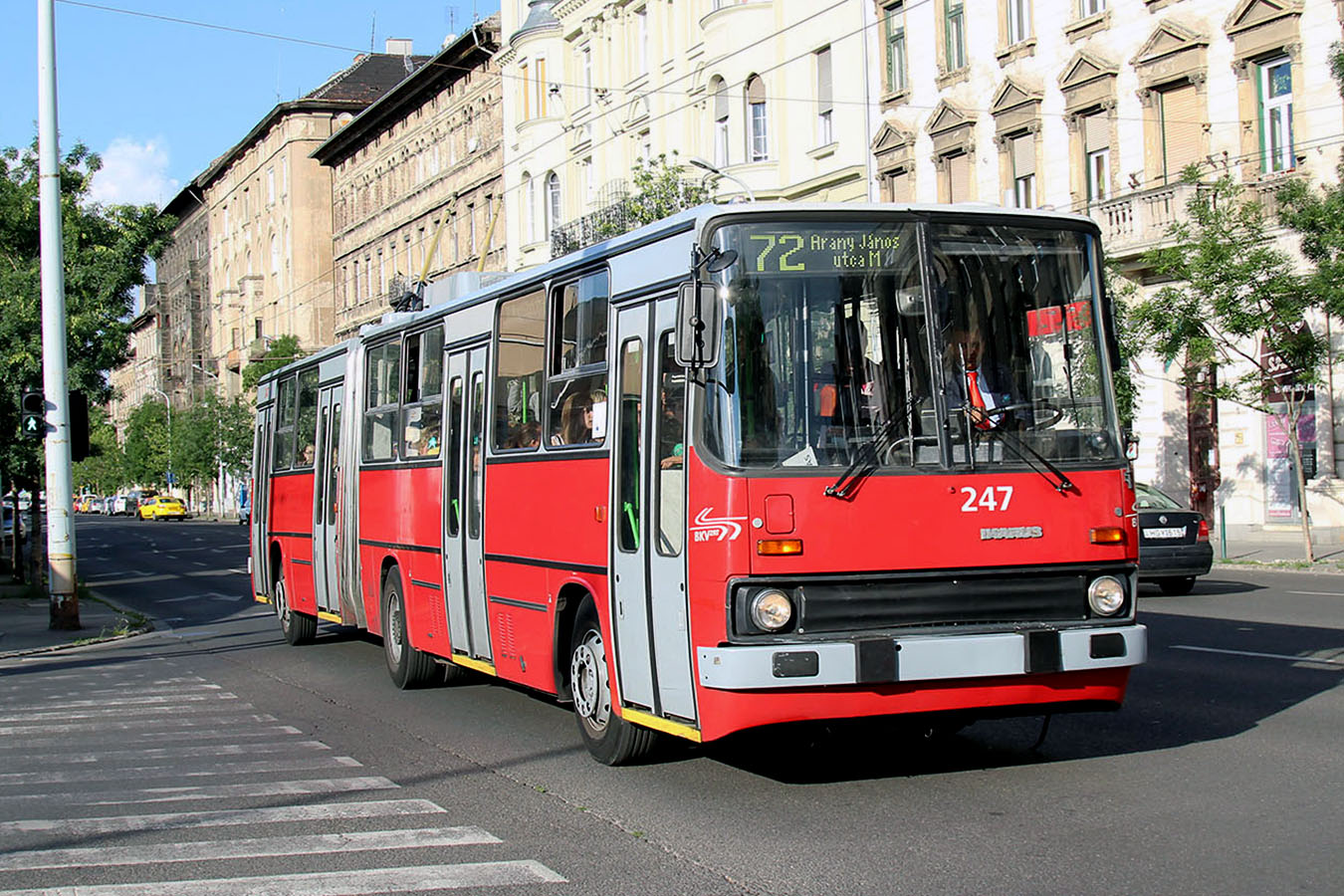
GVM-troli a Podmaniczky utcában
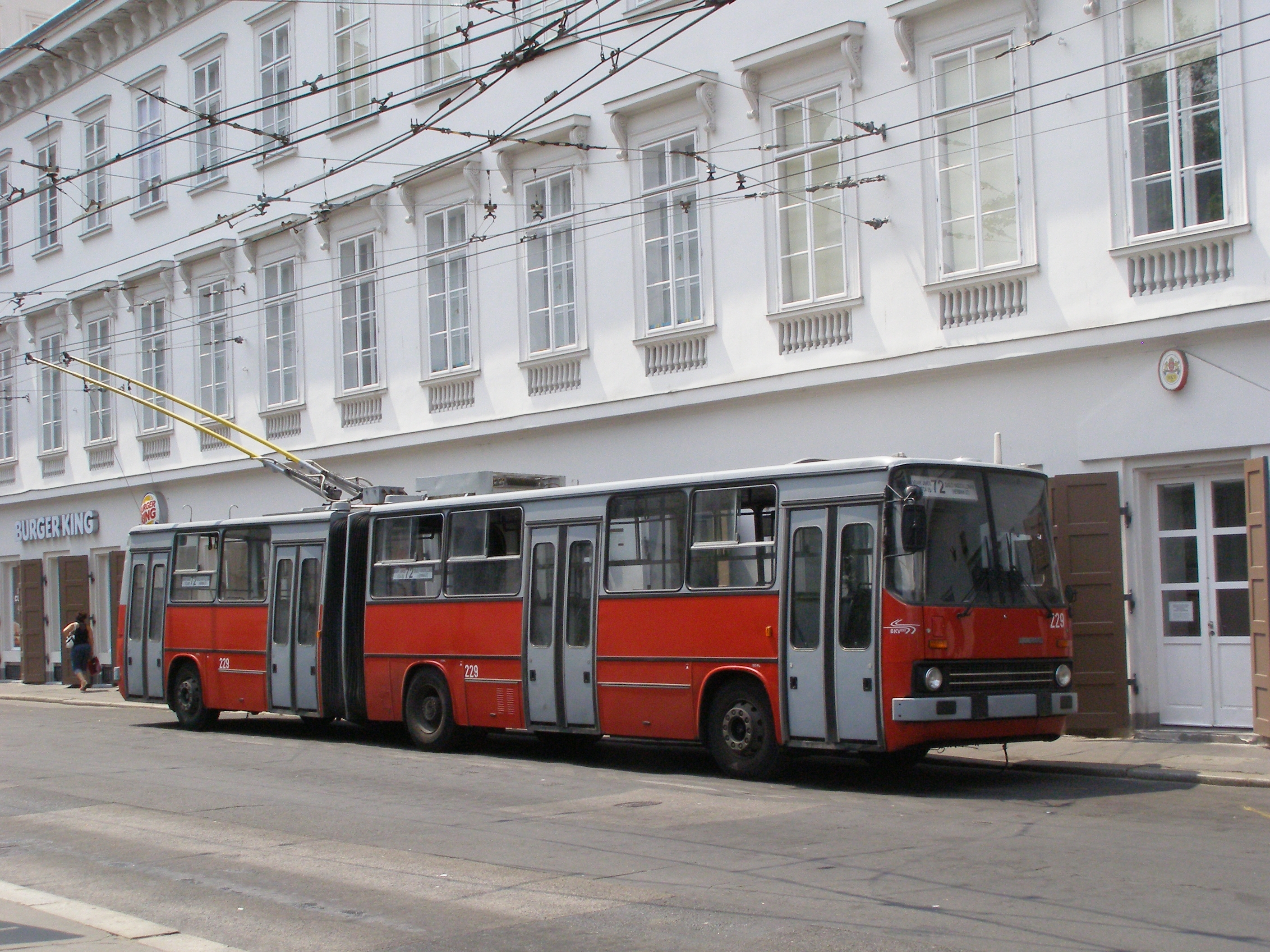
Az Arany János utcai végállomás
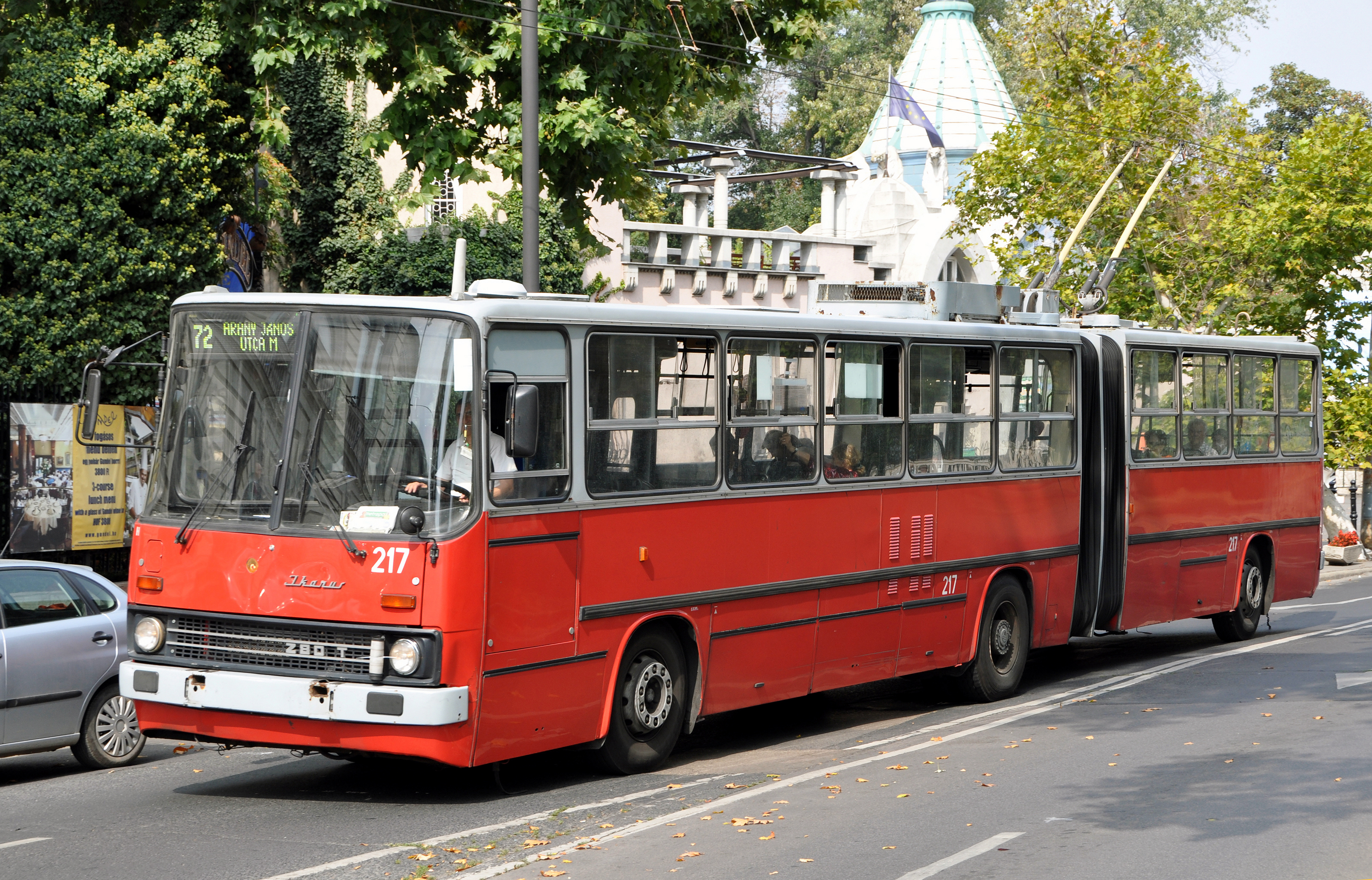
Az állatkert előtt
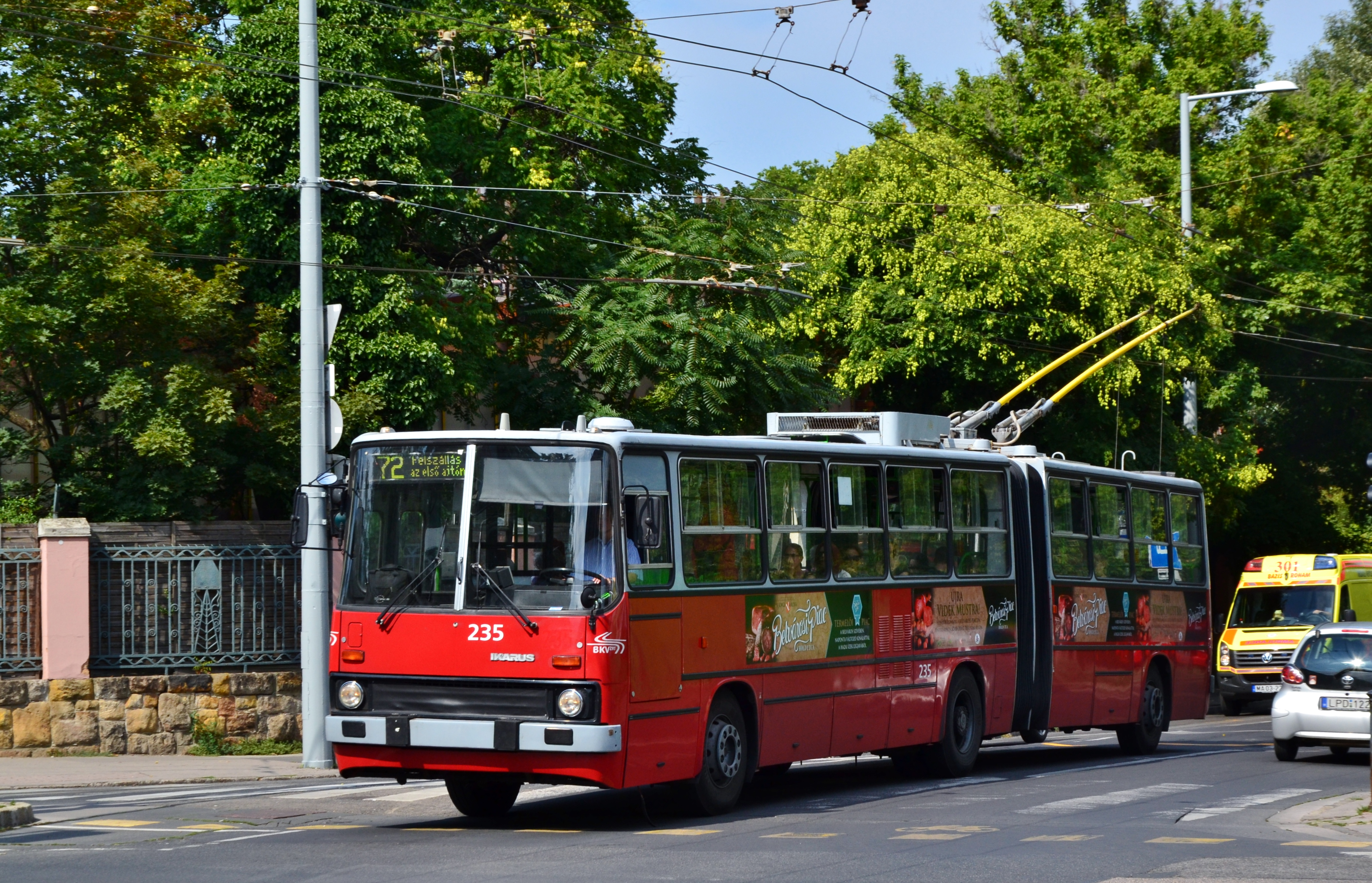
A Dózsa György úti kereszteződés előtt
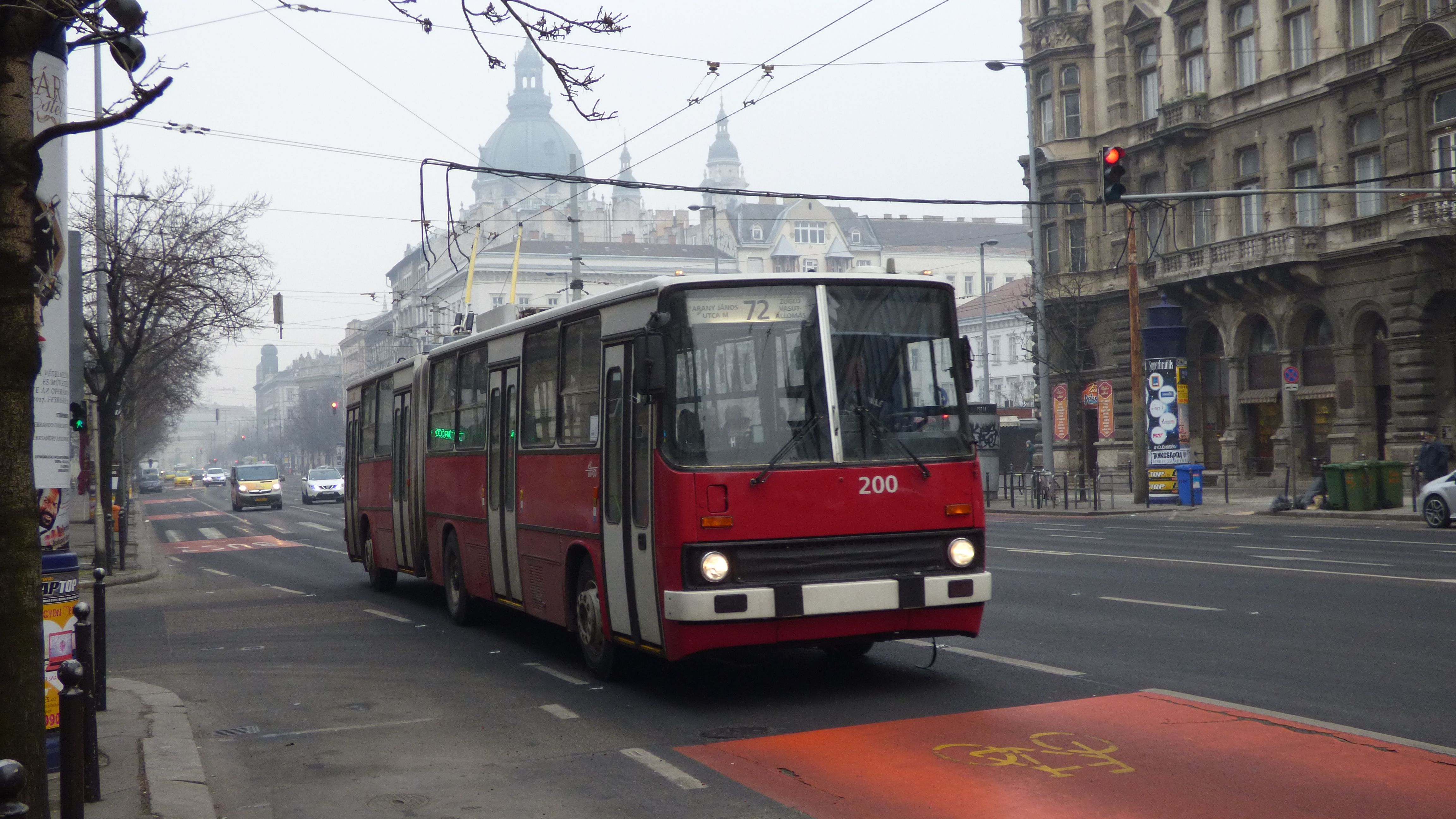
GVM-troli az Arany János utcánál
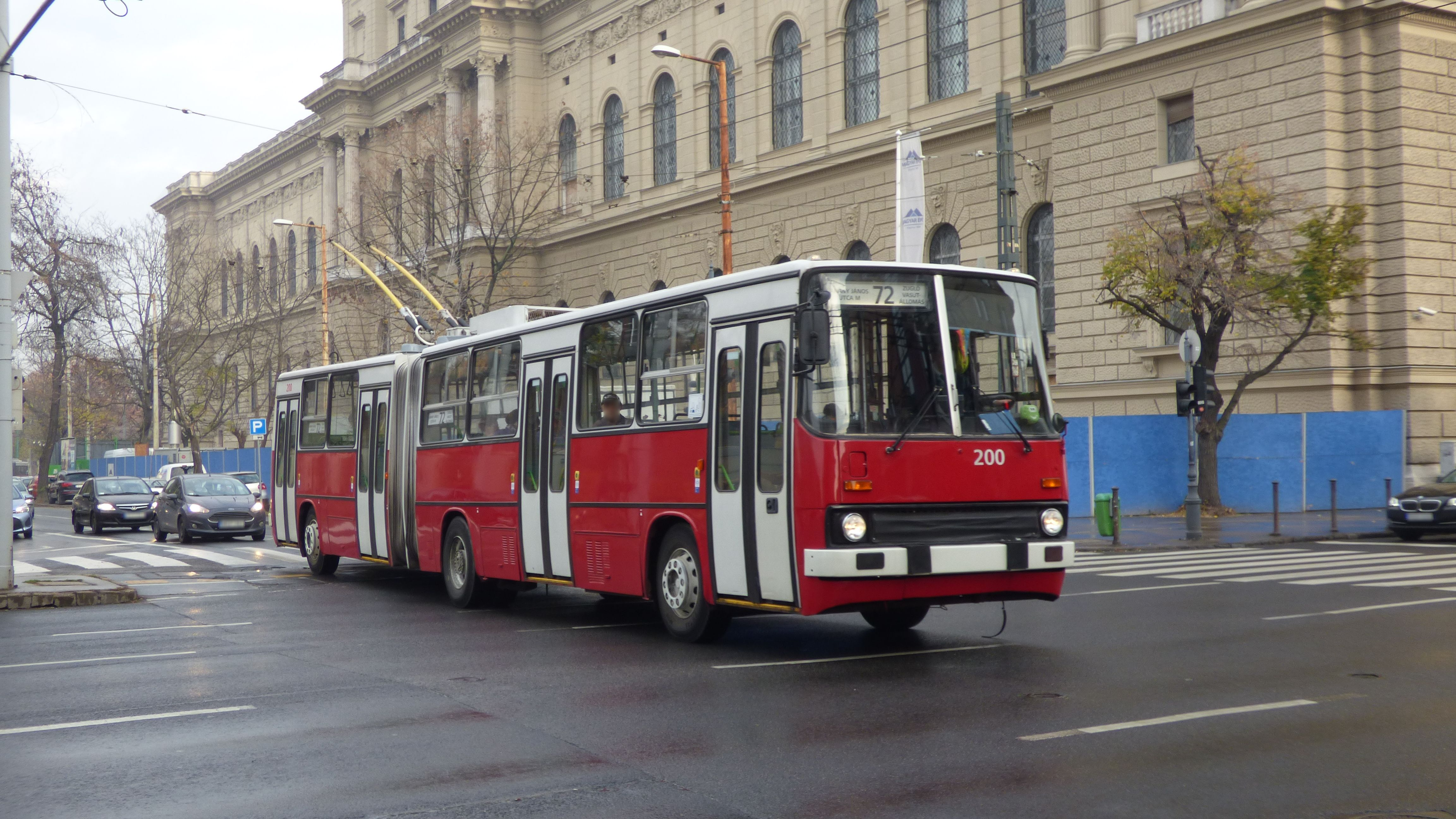
A Dózsa György úti kereszteződés
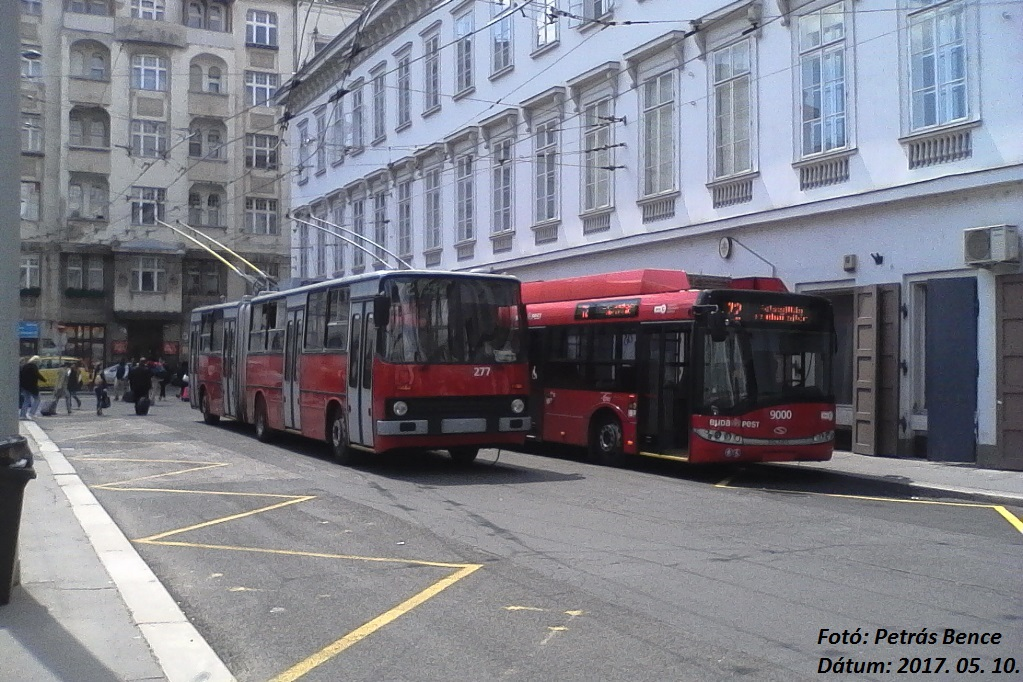
GVM és Solaris-troli az egykori Arany János utcai végállomáson